# Oroszország zászlaja

A „Romanov-dinasztia zászlaja”. Ezt a zászlót használták az Orosz Birodalomban 1858-1883 között

Oroszország zászlaja Oroszország állami jelképeinek egyike.

## Leírása
Három egyenlő vízszintes sávból áll, amelynek színei fentről lefelé: fehér, kék, piros.

## Története
Ez a lobogó adta a 19. században elterjedt pánszláv eszmék egyik alapkövét, amelynek hatására a mai szláv államok nemzeti jelképei között ezek a színek megtalálhatóak, az összetartozást jelképezve.
Egy régi legenda szerint a mai orosz zászló története egészen I. Péter cár uralkodásának idejéig vezethető vissza. A hagyomány ugyanis úgy tartja, hogy amikor Péter titokban 1699-ben Hollandiába utazott, hogy ott ellesse a hajókészítés fortélyait, megtetszett neki az ország tengeri lobogója. Miután hazatért Szentpétervárra, első dolga volt, hogy a holland színeket felhasználva az ő hajói is egy háromszínű lobogó alatt szeljék a habokat. Azonban a történelmi kutatások ezt a leírást cáfolják. Ennek nemcsak az az oka, hogy Péter uralkodásának idején a holland zászló három vízszintes sávja narancssárga, fehér és kék színekből tevődött össze, hanem az is, hogy a három színt már korábban is használták Oroszországban.
Az igazi eredethez közelebb állhat az a meglátás, miszerint a mai orosz zászló színei a Moszkvai Cárság címeréből származik. A címerben Szent György látható, fehér páncélzatban és fehér lovon, amint kék pajzsával és kék köpenyében küzd a gonoszt megtestesítő sárkány ellen. A pajzs ezt a jelenetet vörös háttérrel ábrázolja. Más meglátások szerint a színek Szűz Mária ruhájának színeit jelképezik, akinek oltalmába ajánlották Oroszországot.

Az bizonyosnak tekinthető, hogy még Péter cár utazása előtt a 17. században használatba helyezték a háromszínű lobogót, amelynek azonban alakja és sávozása nem hasonlított a mai lobogóra. Az első fehér-kék-piros zászló valószínűleg csak a tengeren jelképezte az országot. A három sáv mellett a lobogón helyet kapott még a cári címer is, vagy egy kereszt. A zászló mai formájának kialakulásában már bizonyosan volt köze a cári utazásnak, hiszen akkoriban Hollandia volt az egyetlen olyan állam, amely hajóin egységes lobogókat alkalmazott. A trikolórt tehát Péter feltehetőleg innen vette át. 1705-ben már Oroszország hivatalos kereskedelmi zászlaja lett a ma is használatban lévő zászló, majd 1883. május 7-én a cár ezt a lobogót tette meg országa hivatalos nemzeti jelképévé, leváltva a Romanov család lobogóját, amely fekete, sárga és fehér sávokból állt. Amikor a bolsevikok 1917-ben átvették a hatalmat, száműzték a trikolórt, és helyére a közismert vörös zászlót tették. Így a Szovjetunió felbomlása után, 1991. augusztus 22-én iktatták be újra hivatalosan nemzeti lobogójukká a trikolórt.

## A színek jelentése
A színek nem bírnak hivatalosan elfogadott tartalommal, de a zászló történetét kutatók többféle értelmezéssel is szolgálnak. Az első és egyben legelterjedtebb magyarázat szerint a fehér szín Oroszországban a nemesség és az őszinteség szimbóluma, míg a kék az erkölcsösség, a hűség jelképe, a piros pedig a bátorságot, vitézséget, nagylelkűséget és a szerelmet reprezentálja. A 19. század forradalmi eszméi más értelemmel telítették az orosz lobogó színeit. Eszerint a fehér a szabadság és a függetlenség eszméjét hirdeti, a kék a Szűzanya jelképe, és a piros az önkormányzat szimbóluma. A cári időkben is született egy a kor megfelelő ideológiái szerinti magyarázat: Ebben az esetben a fehér Isten jelképe, a kék szín a cárt szimbolizálta, míg a piros az orosz népet. Ezáltal egyértelmű volt, hogy az uralkodó Isten és a nép között közvetít, és rangban is köztük áll. Az az elképzelés is aktívan él Oroszországban, hogy a három szín a három keleti szláv népet jelképezi. A piros az orosz nép metaforája, a kék az ukránok megfelelője, míg a fehér a fehéroroszok szimbóluma. És végül akad egy interpretáció, amely az univerzumot véli felfedezni az orosz nemzeti színekben. A piros az anyagi világot, a földet jelképezi. A kék az eget, végül a fehér az isteni világot, a mennyeket szimbolizálja.